# 윤흥신
윤흥신(尹興信, 1540년 ~ 1592년)은 조선 중기의 무신으로, 본관은 파평이다. 중종의 제1계비 장경왕후의 조카이고, 대윤 윤임의 아들이다. 진천현감 등을 거쳐 다대포 첨사로 재직 중, 1592년(선조 25년) 임진왜란 초기에 부산 다대포 전투에서 전사하였다.

## 생애

### 임진왜란 전
을사사화에서 화를 입은, 윤임의 5째 아들로 태어났으며 어머니는 현풍곽씨(1517 ~ 1589)로 병마절도사 곽한(郭翰)의 딸이다. 훗날 아버지 윤임이 역적으로 몰려 죽을 때 나이가 5살에 불과하여 연좌를 면하였다.
윤여필은 할아버지이고, 그가 태어나기 한참 전에 사망한 중종의 제3계비 장경왕후는 그의 고모가 된다. 그에게는 위로 이복 형제 3명이 있었는데 맏형 윤흥인은 처형당하기 전, 아들 윤호가 중종과 경빈 박씨의 딸인 혜정옹주의 딸 홍옥환과 결혼하였다.
을사사화 당시 아버지 윤임이 역적으로 몰려 사형당하고 윤흥신의 형들도 연좌되어 죽게되나 윤흥신은 나이가 어려 친동생들 및 어린 서출 동생들과 같이 살아남아 노비로 전락한다.
선조가 집권후 을사사화의 누명이 풀려 윤흥신도 다시 신분을 회복하고 1582년, 진천현감이 되었으나, 오랜 노비 생활로 교육을 받지못해 문자를 해독하지 못한다는 이유로 파직되었다가, 1592년, 수군에 등용되어, 다대진을 수비하는 다대포 첨사가 되었다.

### 임진왜란과 전사
윤흥신이 다대포 첨사로 부임한지 얼마 안가, 임진왜란이 발발하였다. 왜군은 부산진 함락 이후 첨사 윤흥신과 군사 800명이 지키는 다대진을 공격해왔다. 윤흥신 장군은 아우 윤흥제와 함께 적은 병력으로 분전하여 1만의 왜군을 격퇴하였다. 그러나 첫 전투에서 대부분의 물자를 소비한 조선군은 다음날 다시 왜군의 재공격을 받아 모두 순국했고 윤흥신은 아우 윤흥제와 함께 성에 남아 끝까지 항거하다가 전사했다.
증직으로 증 병조참의에 추증되었다가 뒤에 다시 증 병조참판으로 추증되었다. 1604년(선조 37년) 6월 25일 선무원종공신(宣武原從功臣) 1등에 추록되었다. 1736년(영조 12) 동래 충렬사(忠烈祠)에 제향되었다.

## 윤흥신공 석상
부산시는 장군의 애국정신을 기려 1981년 9월, 초량3동 1143번지 일대에 석상을 건립하였다.

## 같이 보기
- 윤공단 (부산광역시 기념물 제9호)
- 다대포 전투
- 윤임
- 을사사화
- 윤흥제